# Berkeley SETI Research Center

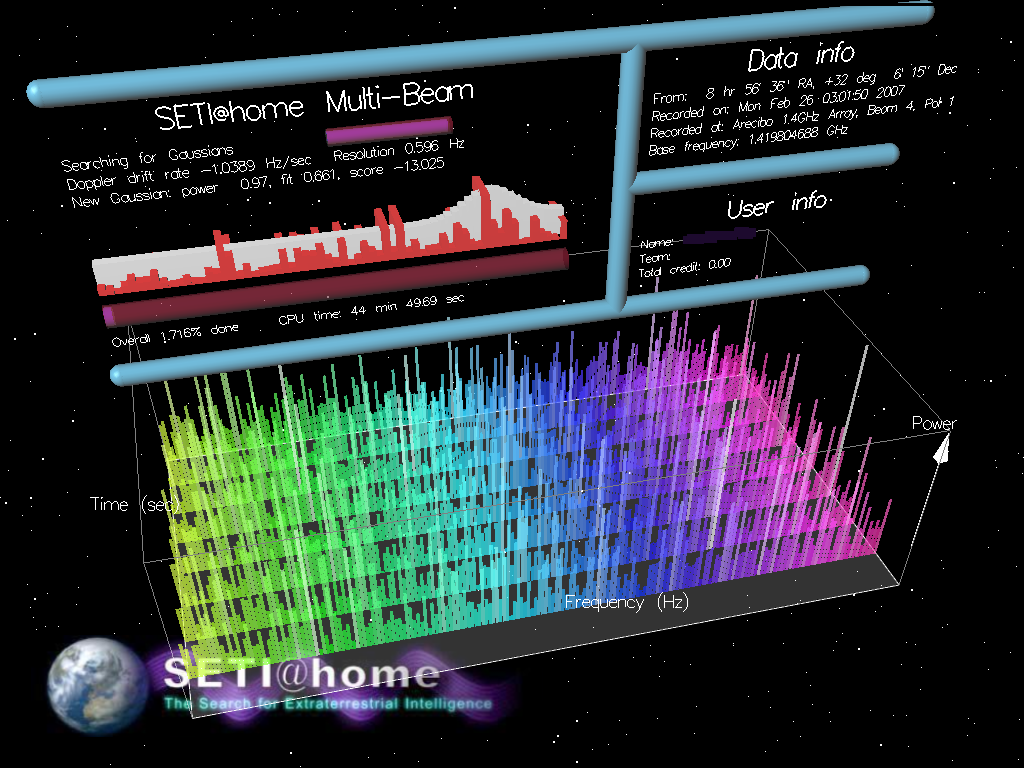
SETI@home Multi-Beam screensaver

Das Berkeley SETI Research Center (BSRC) führt Experimente durch, die nach optischen und elektromagnetischen Übertragungen von intelligenten außerirdischen Zivilisationen suchen. Das Center hat seinen Sitz an der University of California, Berkeley.
Das Berkeley SETI Research Center nutzt mehrere SETI-Programme, die bei verschiedenen Wellenlängen arbeiten, von Radio über Infrarot bis hin zu sichtbarem Licht. Dazu gehören die Programme SERENDIP, SEVENDIP, NIROSETI, Breakthrough Listen und SETI@home. Das Forschungszentrum ist auch an der Entwicklung neuer Teleskope und Instrumente beteiligt.
Das Berkeley SETI Research Center ist unabhängig von den Forschern des SETI-Instituts, arbeitet aber mit ihnen zusammen. Bisher wurden keine eindeutigen Signale von außerirdischer Intelligenz gefunden.

## Breakthrough Listen

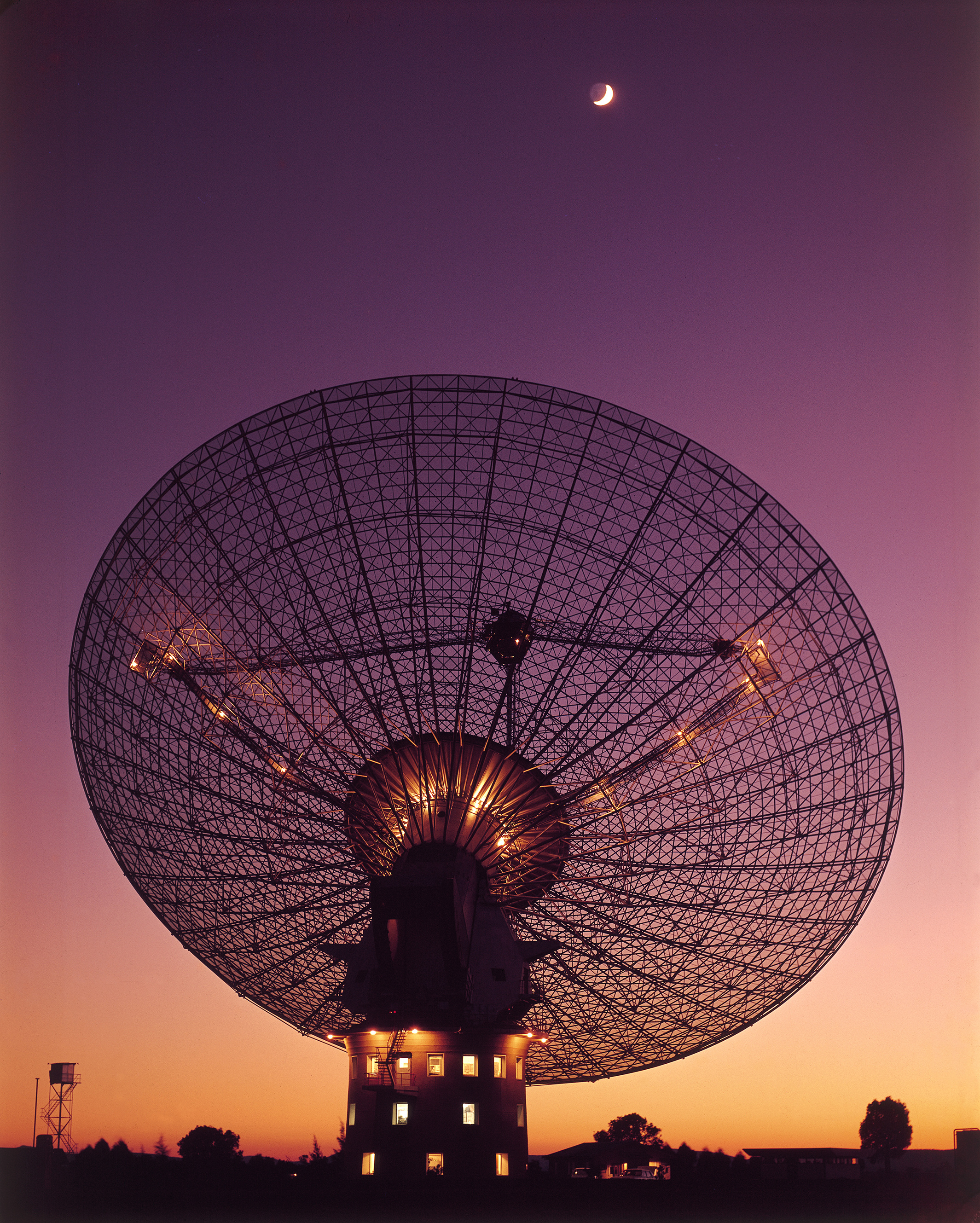
Parkes-Observatorium in Australien

Das Berkeley SETI Research Center beherbergt auch das Breakthrough-Listen-Programm, eine im Juli 2015 gestartete Zehn-Jahres-Initiative mit einer Finanzierung von 100 Millionen Dollar, um aktiv nach intelligenter außerirdischer Kommunikation im Universum zu suchen, und zwar auf eine wesentlich erweiterte Art und Weise und unter Verwendung von Ressourcen, die zuvor nicht in großem Umfang für diesen Zweck verwendet wurden. Es wurde als die bisher umfassendste Suche nach außerirdischer Kommunikation beschrieben. Das im Juli 2015 angekündigte Projekt beobachtet jedes Jahr Tausende von Stunden mit zwei großen Radioteleskopen, dem Green-Bank-Observatorium im US-Bundesstaat West Virginia, dem Parkes-Observatorium in New South Wales in Australien und dem Automated Planet Finder Teleskop im Osten von San Jose, Kalifornien.

## SETI@home
Das Berkeley SETI Research Center hatte auch SETI@home ins Leben gerufen, ein internetbasiertes, öffentliches, freiwilliges Computerprojekt, das die Softwareplattform BOINC verwendet und von seinem Space Sciences Laboratory gehostet wurde. Sein Ziel ist es, Radiodaten von Radioteleskopen auf Anzeichen außerirdischer Intelligenz zu analysieren.

## SERENDIP

Diagramm der atmosphärischen Durchlässigkeit (oder Opazität) der Erde für verschiedene Wellenlängen elektromagnetischer Strahlung

Das SERENDIP-Programm steht für „Search for Extraterrestrial Radio Emissions from Nearby Developed Intelligent Populations“ (deutsch Suche nach extraterrestrischen Radioemissionen von nahe gelegenen entwickelten intelligenten Populationen) nutzt die Vorteile laufender Mainstream-Radioteleskop-Beobachtungen und analysiert Daten des Deep-Sky-Radioteleskops, die es erhält, während andere Astronomen das Teleskop benutzen. SERENDIP-Beobachtungen wurden bei Frequenzen zwischen 400 MHz und 5 GHz durchgeführt, wobei die meisten Beobachtungen in der Nähe des sogenannten „kosmischen Wasserlochs“ 1,42 GHz (21 cm) neutraler Wasserstoff und 1,66 GHz (18 cm) Hydroxylübergänge stattfanden.

## SEVENDIP
SEVENDIP, was für „Search for Extraterrestrial Visible Emissions from Nearby Developed Intelligent Populations“ (deutsch Suche nach extraterrestrischen sichtbaren Emissionen von nahe gelegenen entwickelten intelligenten Populationen) steht, war ein Projekt, das mit sichtbaren Wellenlängen nach intelligenten Signalen außerirdischen Lebens aus dem Weltraum suchte.

## NIROSETI
Das NIROSETI-Programm „Near-InfraRed Optical Search for Extraterrestrial Intelligence“ (deutsch Optische Nah-Infrarot-Suche nach extraterrestrischer Intelligenz) sucht nach künstlichen Signalen in den optischen (sichtbaren) und  nahen infraroten (NIR) Wellenbereichen des elektromagnetischen Spektrums.  Es nutzt das Anna L. Nickel 1-m-Teleskop am Lick-Observatorium in Kalifornien, USA. Das Instrument erhielt sein erstes Licht am 15. März 2015 und wurde im Januar 2016 in Betrieb genommen.
Das NIROSETI-Instrument verwendet eine neue Generation von Nahinfrarot-Detektoren (900 bis 1700 nm), die bei −25 °C gekühlt werden und eine hohe Ansprechgeschwindigkeit (>1 GHz) und eine mit Photomultipliern vergleichbare Verstärkung aufweisen, während sie gleichzeitig ein sehr geringes Rauschen erzeugen und Fehlalarme deutlich reduzieren. Ihr Sichtfeld beträgt jeweils 2,5×2,5 Bogensekunden und konzentriert sich auf die Detektion von kurzen im Nanosekundenbereich gepulsten Laseremissionen. Das NIROSETI-Instrument wird auch verwendet, um die Variabilität von natürlichen Kurzzeitphänomenen im nahen Infrarot zu untersuchen.